# Englewood (Kolorado)
Englewood – miasto w Stanach Zjednoczonych, w stanie Kolorado, w hrabstwie Arapahoe. Według spisu w 2020 roku liczy 33,7 tys. mieszkańców. Jest częścią obszaru metropolitalnego Denver.